# 縣道199號
縣道199號（壽峠－車城），是位於臺灣屏東縣與臺東縣的一條縣道級公路。北起屏東縣獅子鄉與臺東縣達仁鄉交界的壽峠，南至屏東縣車城鄉車城市區，全長共計37.392公里。有一條支線。2024年11月6日公告四重溪路段改行東側新闢的外環道路（溫新路），原線解除公路編制並移交車城鄉公所養護。
- 行經石門古戰場的縣道199號

## 支線

### 甲線
縣道199甲線 舊牡丹－旭海，全線在屏東縣牡丹鄉境內，西起上牡丹，東至旭海，全長8.583公里。

## 行經行政區域
主線
| 屏東縣 | 獅子鄉 | 壽峠           | 0.000  | 台9戊線      | 公路起點   |
| 臺東縣 | 達仁鄉 | 壽峠           | 0.000  | 台9戊線      | 公路起點   |
| 屏東縣 | 獅子鄉 | 沒有主要交會點 |        |              |            |
| 臺東縣 | 達仁鄉 | 沒有主要交會點 |        |              |            |
| 屏東縣 | 牡丹鄉 | 東源           | －     | （地區道路） |            |
| 屏東縣 | 牡丹鄉 | －             |        |              |            |
| 屏東縣 | 牡丹鄉 | 上牡丹         | 12.700 | 縣道199甲線  | 起點       |
| 屏東縣 | 牡丹鄉 | －             |        |              |            |
| 屏東縣 | 牡丹鄉 | 牡丹市區       | －     | （地區道路） |            |
| 屏東縣 | 牡丹鄉 | 牡丹市區       | －     |              |            |
| 屏東縣 | 牡丹鄉 | 牡丹市區       | －     | （地區道路） |            |
| 屏東縣 | 牡丹鄉 | －             |        |              |            |
| 屏東縣 | 牡丹鄉 | 佳德           | －     | （地區道路） |            |
| 屏東縣 | 牡丹鄉 | 中間路         | 21.945 | （地區道路） |            |
| 屏東縣 | 牡丹鄉 | 茄芝路         | －     | 屏172線      | 起點       |
| 屏東縣 | 牡丹鄉 | －             |        |              |            |
| 屏東縣 | 牡丹鄉 | 石門           | 27.132 | （地區道路） |            |
| 屏東縣 | 牡丹鄉 | 石門           | －     |              |            |
| 屏東縣 | 牡丹鄉 | 石門           | －     | （地區道路） |            |
| 屏東縣 | 牡丹鄉 | 石門           | －     |              |            |
| 屏東縣 | 牡丹鄉 | 石門           | －     | （地區道路） |            |
| 屏東縣 | 車城鄉 | 本務           | －     | （地區道路） |            |
| 屏東縣 | 車城鄉 | 本務           | －     |              |            |
| 屏東縣 | 車城鄉 | 本務           | －     | （地區道路） |            |
| 屏東縣 | 車城鄉 | －             |        |              |            |
| 屏東縣 | 車城鄉 | 四重溪         | 32.005 | （地區道路） |            |
| 屏東縣 | 車城鄉 | 統埔           | －     | 屏151線      | 與共線起點 |
| 屏東縣 | 車城鄉 | 統埔           | －     | 屏151線      | 與共線終點 |
| 屏東縣 | 車城鄉 | 車城市區       | 37.392 | 台26線       | 公路終點   |
| 共線   |        |                |        |              |            |

甲線
全線均位於屏東縣境內。
| 牡丹鄉 | 上牡丹 | 0.000 | 縣道199號    | 公路起點 |  |
| 牡丹鄉 | 上牡丹 | －    |              |          |  |
| 牡丹鄉 | 上牡丹 | －    | （地區道路） |          |  |
| 牡丹鄉 | 旭海   | －    | （地區道路） |          |  |
| 牡丹鄉 | 旭海   | －    |              |          |  |
| 牡丹鄉 | 旭海   | 8.583 | 台26線       | 公路終點 |  |
|        |        |       |              |          |  |

## 沿線路名
| 主線 - 東源路 - 牡丹路 - 中間路 - 茄芝路 - 石門路 - 溫泉路 - 溫新路 - 統埔路 - 新興路 | 甲線 - 旭海路 |

## 沿線設施與景點
| 主線 - 東源濕地 - 屏東縣牡丹鄉牡丹國民小學 - 牡丹水庫 - 屏東縣立牡丹國民中學 - 屏東縣牡丹鄉公所 - 屏東縣牡丹鄉石門國民小學 - 石門古戰場 - 四重溪溫泉 - 屏東縣立車城國民中學 | 甲線 - 旭海溫泉 - 旭海漁港 |